# El Monaguillo
Sergio Fernández Meléndez (Marbella, Málaga, 20 de diciembre de 1973), más conocido como El Monaguillo, es un humorista, actor y presentador español.

## Biografía
En 1995 comienza a colaborar en distintos espacios de la cadena de radio Onda Cero, siendo en 1998 cuando se convierte en la pareja radiofónica de José Luis Salas en programas como Esto es lo que hay, Esta noche o nunca, La noche es nuestra (junto a Begoña Gómez de la Fuente), No son horas o Ábrete de orejas, este último en Europa FM. Asimismo realiza numerosos programas especiales y retransmisiones para la emisora, además de intervenir en Otra movida con Florentino Fernández.
El puesto de finalista que obtiene en 2001 por su participación en el tercer certamen de monólogos de El club de la comedia hace que comiencen a llegarle ofertas, empezando a recorrer toda la geografía española con un espectáculo al que denominó Ciudadano cinéfilo. En 2006 publica un libro titulado Las fábulas del Monaguillo, que cuenta con una serie de monólogos, algunos de los cuales son adelantados en No son horas antes de la salida del libro.
Durante el verano de 2008 colabora en El método Gonzo, siendo el encargado de contar las noticias más curiosas que sucedían en el mundo. En septiembre de 2008 crea en Onda Cero La Parroquia del Monaguillo, programa en el cual dará cabida al humor que siempre le ha caracterizado con la copresentación de Arturo González-Campos.
En el 2009, es el año en que publica su segundo libro, esta vez junto a su compañero de programa, de título ... Y líbranos del mal humor, amén, que recoge, además de sus mejores monólogos, las llamadas más divertidas de los oyentes de La Parroquia y las parodias que éstos hacen de personajes famosos.
En 2010 estrenó, de nuevo junto a González-Campos, su representación teatral Vivir así es morir de humor en el Teatro Infanta Isabel. El tercer libro del Monaguillo, segundo del dueto con González-Campos, lleva por nombre Tonto el que lo lea, con ilustraciones de Agustín Jiménez.
Entre 2013 y 2014 trabaja en el espacio de humor Se hace saber (TVE) junto a Goyo Jiménez, Leo Harlem, Agustín Jiménez, Arturo González-Campos y Berta Collado. Participó como colaborador en el podcast cultural sobre cine, Todopoderosos. También  participó con su esposa en el concurso  ¡A bailar! presentado por Monica Naranjo.
Actualmente participa como colaborador en el programa El hormiguero 3.0 de Antena 3. Tiene una sección en la que muestra inventos curiosos creados en Japón.
A finales de 2016 protagonizó junto a Josema Yuste y Alfredo Cernuda la obra de teatro Taxi, adaptación de Run for your Wife de Ray Cooney. En 2018 salió de gira por España con la obra.
En 2020 participa como concursante de la octava temporada de Tu cara me suena.
En 2020 en medio de la pandemia de COVID-19 volvió a Onda Cero para presentar una nueva etapa de La Parroquia del Monaguillo esta vez en solitario. Además, El hormiguero 3.0 modificó su formato por el mismo motivo, y El Monaguillo empezó a ser conocido como "El Gurú de Openbank" por entregar el dinero de la tarjeta hasta nueve veces seguidas.

## Programas de televisión
| Año             | Título                  | Cadena             | Notas       |
| --------------- | ----------------------- | ------------------ | ----------- |
| 2008            | El método Gonzo         | Antena 3           | Colaborador |
| 2012            | Otra movida             | Neox               | Invitado    |
| 2013 – 2021     | Me resbala              | Antena 3           | Concursante |
| 2013 – 2014     | Se hace saber           | La 1               | Colaborador |
| 2014            | ¡A bailar!              | Antena 3           | Concursante |
| 2014; 2020      | Zapeando                | La Sexta           | Invitado    |
| 2014 – presente | El hormiguero           | Antena 3           | Colaborador |
| 2016 – 2019     | Hipnotízame             | Antena 3           | Concursante |
| 2017            | MasterChef              | La 1               | Invitado    |
| 2020            | MasterChef Celebrity    | La 1               | Invitado    |
| 2020            | Improvisando            | Antena 3           | Colaborador |
| 2020 - 2021     | Tu cara me suena        | Antena 3           | Concursante |
| 2021            | El juego de los anillos | Antena 3           | Concursante |
| 2021            | ¡Ahora caigo!           | Antena 3           | Presentador |
| 2021            | El desafío              | Antena 3           | Invitado    |
| 2021            | LOL: Si te ríes pierdes | Amazon Prime Video | Concursante |
| 2021 – 2022     | Veo cómo cantas         | Antena 3           | Asesor      |
| 2022            | El desafío              | Antena 3           | Concursante |

## Teatro
- ¿Solo lo veo yo? (Teatro La Latina, Madrid, 2018-2021)

## Libros
Las obras literarias de Sergio Fernández son las siguientes:
- Las fábulas del Monaguillo. Temas de Hoy, 2005. ISBN 9788484604853
- ... y líbranos del mal humor, amén, junto a Arturo González-Campos. Espasa-Calpe, 2009. ISBN 9788467032420
- Tonto el que lo lea, junto a Arturo González-Campos. Espasa-Calpe, 2010. ISBN 9788467034370
- ¿Para qué sirve un cuñao?, junto a Arturo González-Campos. Espasa-Calpe, 2011. ISBN 9788467037104
- ¿Vamos a la cama?, junto a Arturo González-Campos. Planeta, 2012.
- ¡Viva la madre que me parió!, junto a Arturo González-Campos. Planeta, 2013.
- Padre nuestro que estás en el sofá, junto a Arturo González-Campos. Ediciones Martínez Roca, 2014.
- Yo también fui a EGB... y tampoco fue pa' tanto, junto a Arturo González-Campos. Ediciones Martínez Roca, 2016. ISBN 9788427042162
- Viajar a Japón te rompe la tarde, junto a Frikidoctor. HARPERCOLLINS NF, 2020. ISBN 978-8491395850.